# Goran Šprem
Goran Šprem (født 6. juli 1979 i Dubrovnik) er en kroatisk tidligere håndboldspiller. Han spillede venstre fløj

## Klubhold
- RK Zagreb (-2001)
- RK Medveščak Zagreb (2001-2002)
- RK Zagreb (2002-2004)
- SG Flensburg-Handewitt (2004-2005)
- TuS Nettelstedt-Lübbecke (2005)
- SG Flensburg-Handewitt (2005-2006)
- MT Melsungen (2006)
- HSG Nordhorn (2006-2009)
- RK Zagreb (2009-2011)
- VfL Gummersbach (2011-2013)

## Landshold
Šprem var en del af det kroatiske landshold, der blev verdensmestre i 2003 og olympiske mestre i 2004. Han var desuden med til at vinde VM-sølv i 2005 og 2009 samt EM-sølv i 2008. Samme år var han med ved OL i Beijing, hvor Kroatien blev nummer fire.
Šprem spillede i alt 109 landskampe og scorede 277 mål.